# Martha Goldstein

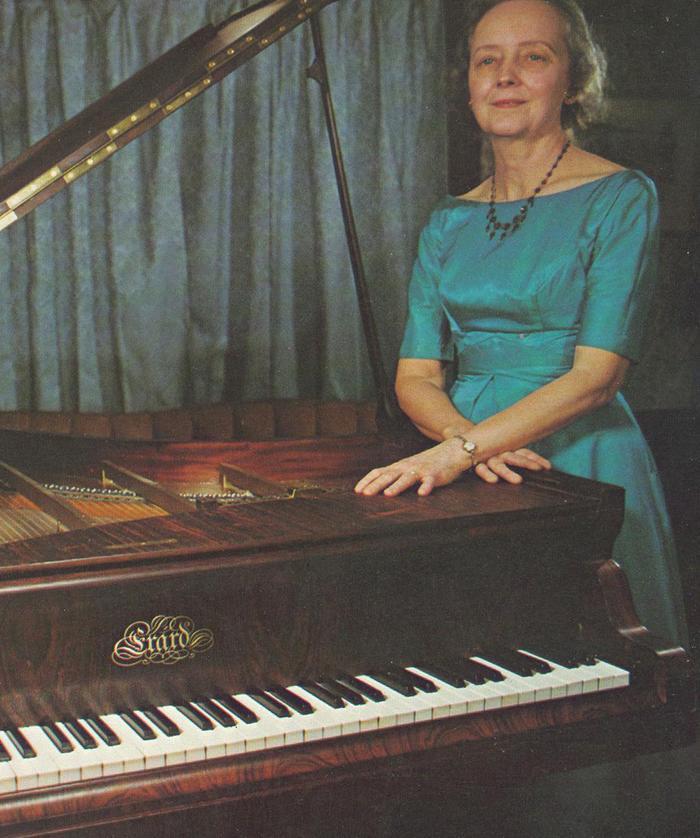
Martha Goldstein in den 1970er Jahren

Martha Goldstein (geborene Svendsen; * 10. Juni 1919 in Baltimore, Maryland; † 14. Februar 2014 in Seattle, Washington) war eine amerikanische Cembalistin und Pianistin, deren musikalisches Repertoire sich vom Barock Johann Sebastian Bachs über Domenico Scarlatti bis zur romantisch-virtuosen Klavierliteratur von Frédéric Chopin, Franz Liszt und Johannes Brahms erstreckte. Als Vertreterin einer historischen Aufführungspraxis spielte sie ihre Plattenaufnahmen vorwiegend auf zeitgenössischen Instrumenten ein.

## Ausbildung
Ihre Ausbildung erhielt Martha Goldstein am Peabody-Konservatorium der Johns Hopkins University in Baltimore und an der Juilliard School in New York. Ihre Lehrer waren James Friskin, Mieczyslaw Munz, Audrey Plitt und Eliza Woods. In einem Steinway-Klavierwettbewerb gewann sie den ersten Preis und lehrte später selbst für 20 Jahre am Peabody-Konservatorium.

## Repertoire
Martha Goldsteins musikalisches Spezialgebiet war einerseits das Cembalo, auf dem sie Werke von Johann Sebastian Bach, auch in den Transkriptionen von Ferruccio Busoni, sowie Werke Johann Jakob Froberger oder Domenico Zipoli spielte und andererseits die romantische Klaviermusik von Chopin, Liszt und Brahms, die sie, als Vertreterin der historischen Aufführungspraxis, in den 1970er Jahren auf Originalinstrumenten international aufführte und auf Schallplatten einspielte, um einen Eindruck eines originalen Klanges und der Spieltechnik jener Zeit, in der ersten Hälfte des 19. Jahrhunderts, zu vermitteln.

## Interpretationen und Aufnahmen
Für ihre Aufnahmen der Etüden Chopins und von Werken Franz Liszts spielte Martha Goldstein auf einem Flügel von Sébastien Érard. Zahlreiche Aufnahmen veröffentlichte sie bei dem Plattenlabel Pandora Records:
- Martha Goldstein: The Italian Harpsichord
- J. S. Bach: Flute sonatas. Complete and Authentic Works from the Neue Bach Gesellschaft. Mit Alex Murray (Traversflöte) und Martha Goldstein (Cembalo)
- J. S. Bach: Flute sonatas. Incomplete and Controversial Sonatas (Murray und Goldstein)
- J. S. Bach / Martha Goldstein – The Sound of the Keyboard Lute
- J. S. Bach: Music for Solo Traverso, Volume I (Murray und Goldstein)
- F. Chopin: Etüden, Op. 10, Op. 25
- J. Brahms: Walzer

## Hörproben
In diesen Aufnahmen spielt Martha Goldstein auf einem italienischen Cembalo (Replika) und einem Klavier von Sébastien Érard aus dem Jahr 1851:
- Allegretto d-Moll von Domenico Scarlatti
- Presto von Giovanni Battista Pescetti
- Etüde Nr. 12, op. 10, c-Moll von Frédéric Chopin
- Ungarische Rhapsodie Nr. 2 von Franz Liszt